# Акрида угорська
Акрида угорська (Acrida ungarica) — вид коників, типовий для триби Acridini, що зустрічається в південній і центральній Європі.
Визнано два підвиди:
- Acrida ungarica mediterranea Dirsh, 1949
- Acrida ungarica ungarica (Herbst, 1786)

## Галерея

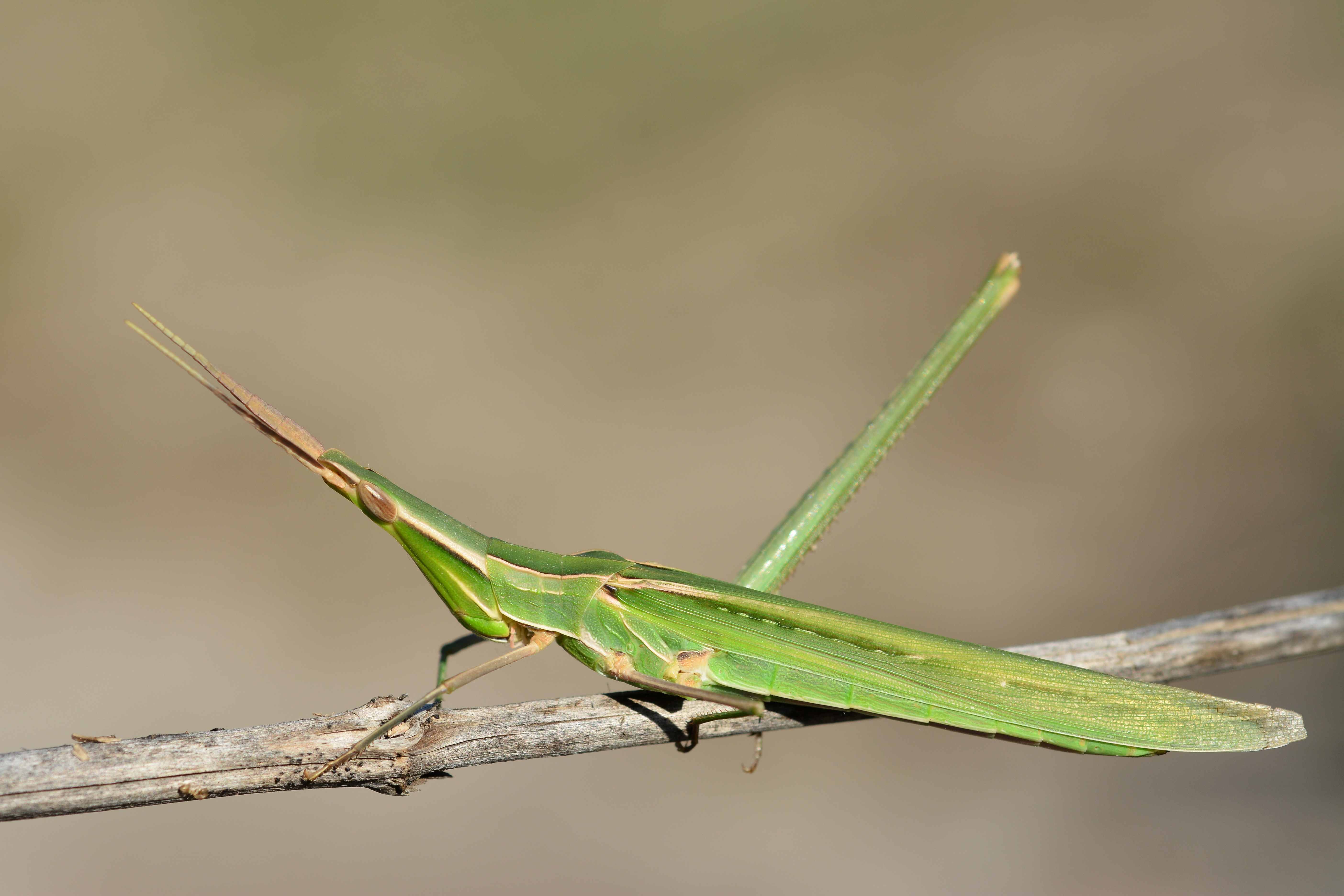
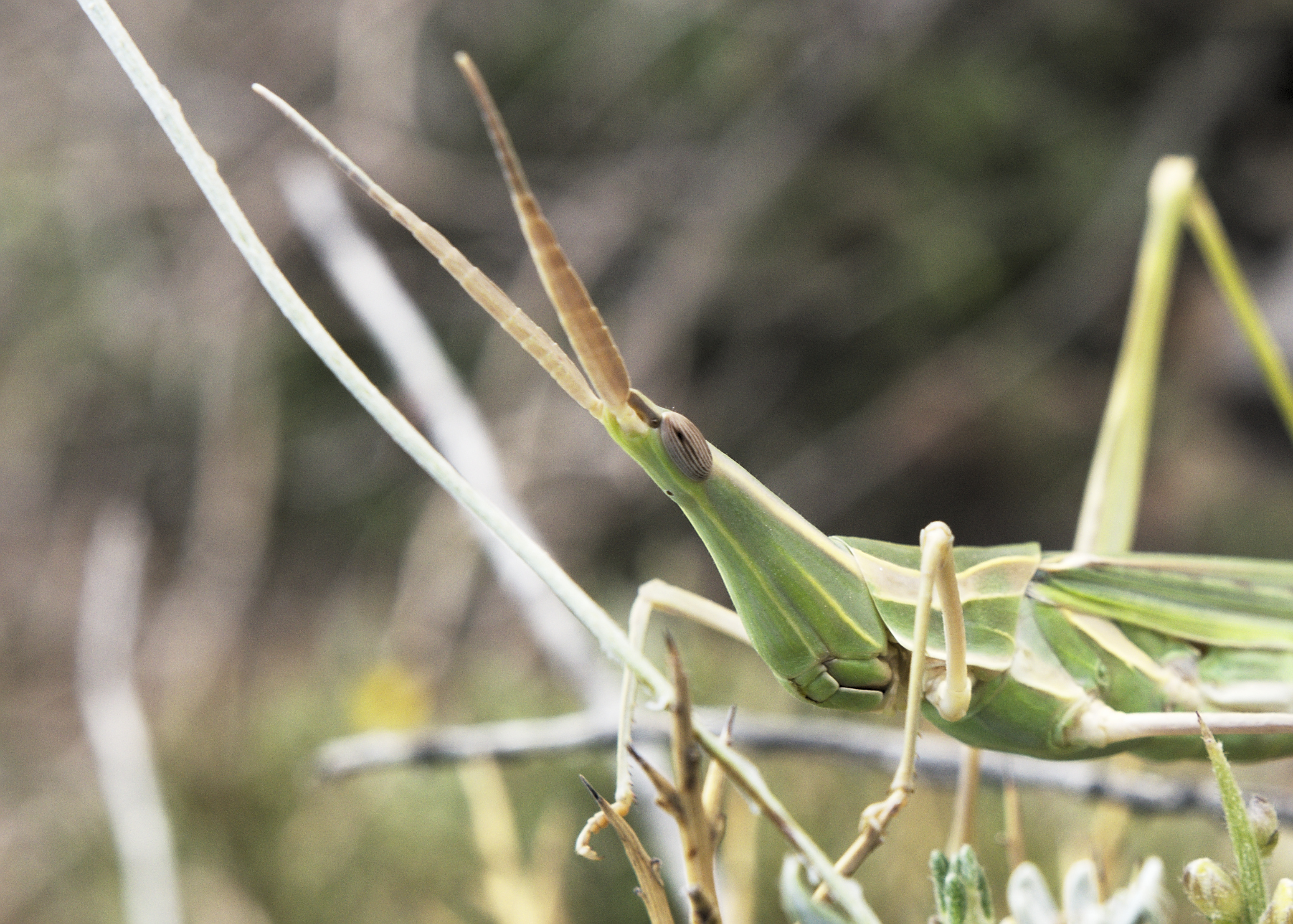
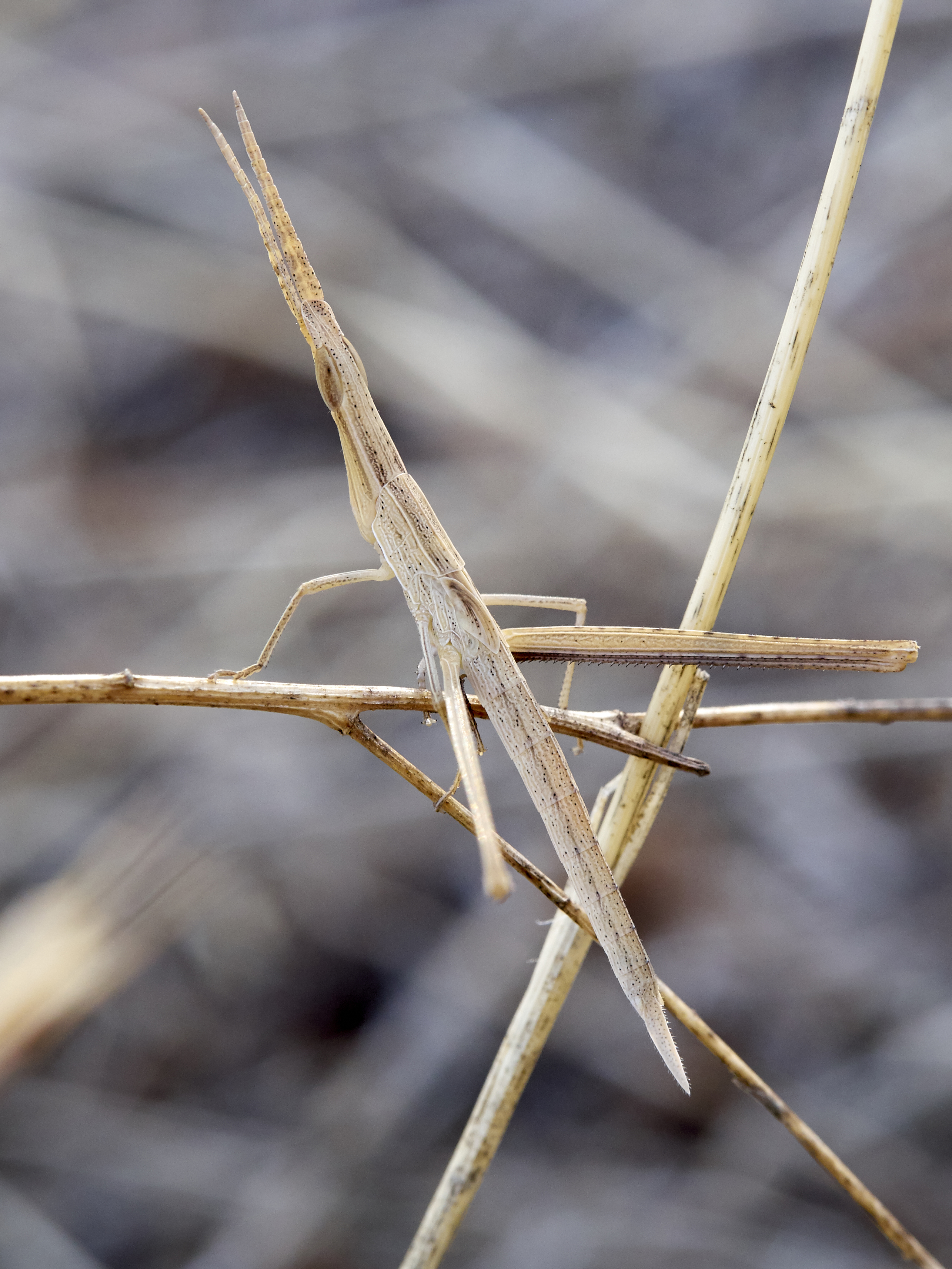
Німфа
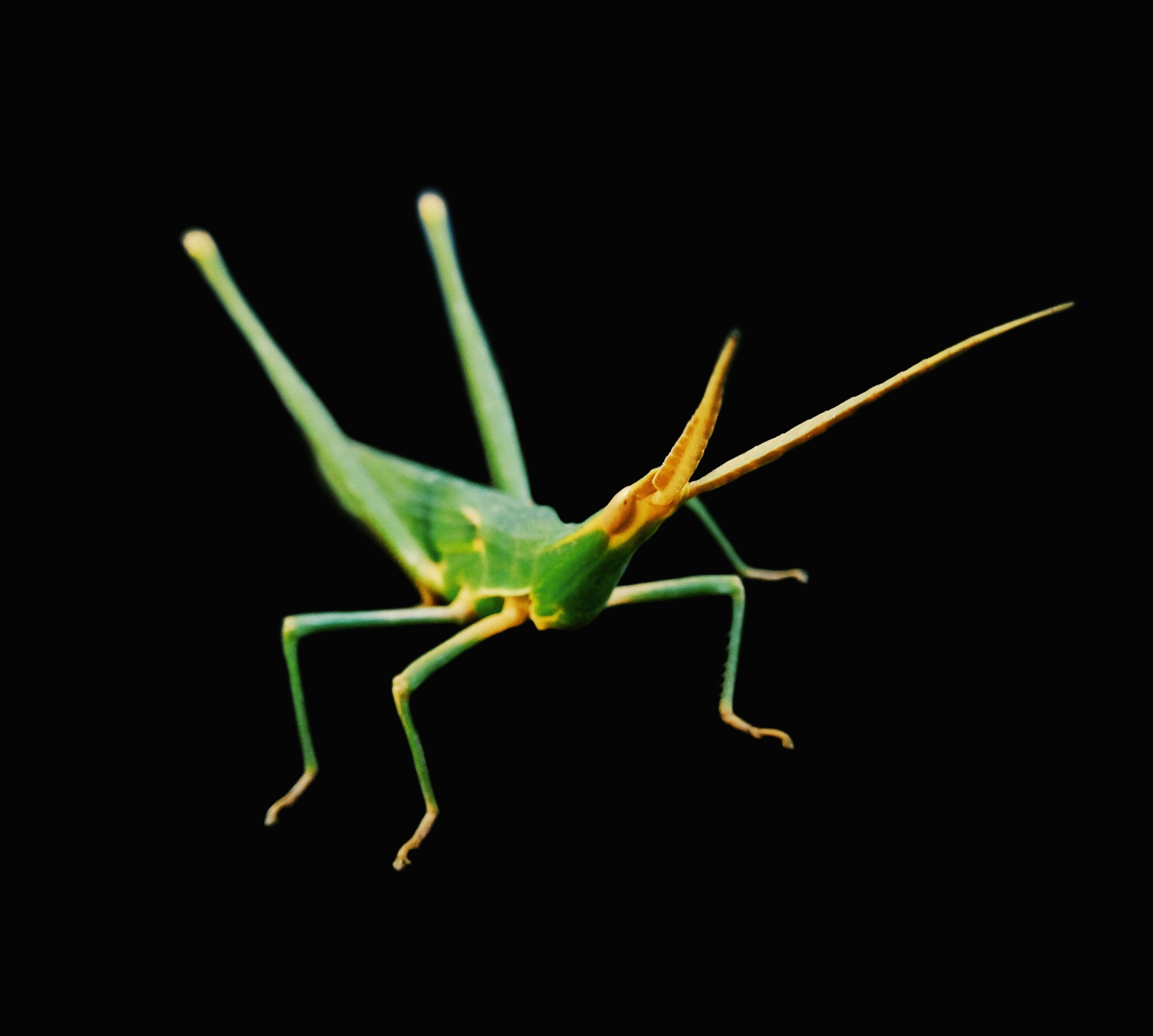